# Celeus torquatus pieteroyensi
A Celeus torquatus pieteroyensi é uma subespécie do pica-pau-de-coleira (nome científico: Celeus torquatus), endêmica do Brasil. Ocorre no Centro de Endemismo Belém, compartilhado pelos estados do Maranhão e Pará. Sua existência é contestada em algumas classificações taxonômicas.

## Etimologia
O nome genérico Celeus vem da palavra grega antiga keleós (Κελεός), que significa "pica-pau verde". O epíteto específico torquatus é o latim para "coleira".

## Taxonomia e sistemática
O pica-pau-de-coleira foi descrito pela primeira vez na obra História Natural das Aves (Histoire Naturelle des Oiseaux; 1780), do polímata francês Georges-Louis Leclerc, o conde de Buffon. Este o descreveu a partir de um espécime coletado em Caiena, na Guiana Francesa. O pássaro também foi ilustrado em uma placa colorida à mão gravada por François-Nicolas Martinet em Planches Enluminées D'Histoire Naturelle, uma outra obra que foi produzida sob a supervisão de Edme-Louis Daubenton para acompanhar o texto de Buffon. Contudo, nenhuma das obras incluíram um nome científico à espécie. Em 1783, o naturalista neerlandês Pieter Boddaert cunhou a nomenclatura binomial Picus torquatus em seu catálogo denominado Planches Enluminées. O pica-pau-de-coleira é classificado atualmente no gênero Celeus, que foi introduzido pelo zoólogo alemão Friedrich Boie em 1831.
Um estudo genético realizado por Benz e Robbins (2011) indicou que o pica-pau-canela (Celeus loricatus) e o pica-pau-de-coleira são espécies irmãs e juntas são irmãs de todas as outras espécies do gênero Celeus. De acordo com as classificações do Congresso Ornitológico Internacional (COI) e taxonomia de Clements v.2018, com base em Winkler & Christie (2002) e Grantsau (2010), são reconhecidas três subespécies:
- C. t. torquatus (Boddaert, 1783) – leste da Venezuela, Guiana, Guiana Francesa e nordeste do Brasil.
- C. t. occidentalis (Hargitt, 1889) – sudeste da Colômbia, Brasil (Amazônia) e norte da Bolívia.
- C. t. tinnunculus (Wagler, 1829) – leste do Brasil.

Gorman (2014) reconheceu como quarta subespécie, Celeus torquatus pieteroyensi, que apresenta características intermediárias entre as demais subespécies. A edição on-line do Manual dos Pássaros do Mundo dividiu o pica-pau-de-coleira e criou o pica-pau-de-peito-preto-da-amazônia (Celeus occidentalis) e o pica-pau-de-peito-preto-do-atlântico (Celeus tinnunculus), mas nenhuma das divisões foi apoiada pelos resultados dos estudos de genética molecular.

## Descrição
O pica-pau-de-coleira adulto tem cerca de 27 centímetros de comprimento. A cabeça é coroada por um tufo castanho e desgrenhado. O macho tem bochechas vermelhas brilhantes, que faltam à fêmea, mas fora isso os sexos são semelhantes. A cabeça, o pescoço e a garganta são castanho-canela e as partes superiores do corpo e as asas são castanho-acastanhadas, com listras ou barras pretas. Tanto a cauda quanto a parte superior do peito são pretas, enquanto a parte inferior do peito e o ventre são barrados em preto e branco, ou são canela, dependendo da subespécie. Os olhos são castanhos, o bico cinzento ou amarelado e as patas cinzentas. C. t. pieteroyensi difere de C. t. torquatus devida a coleira incompleta e de C. t. occidentalis e C. t. tinnunculus pela barriga e costas sem marcas.

## Distribuição e habitat
C. t. pieteroyensi ocorre na Amazônia Ocidental, restrito ao Centro de Endemismo Belém, do leste do Pará (incluindo a ilha de Marajó) ao oeste do Maranhão. Os únicos registros recentes foram feitos no estado do Pará, nos municípios de Tucuruí, Vigia e Curralinho. Em termos hidrográficos, está presente na sub-bacias da foz do Amazonas, do Gurupi, do Mearim e do Baixo Tocantins. Habita florestas altas e úmidas, incluindo floresta tropical de terra firme, de várzea, de galeria, secundária e clareiras.

## Ecologia
A dieta de C. t. pieteroyensi é composta por formigas e sementes. É considerada residente e está restrita a fragmentos de mata grandes e bem conservados, não se deslocando entre eles.

## Conservação
Embora a área de distribuição do C. t. pieteroyensi tenha sido amplamente amostrada por diversos ornitólogos, os registros permanecem extremamente raros, o que permite inferir que existam menos de 10 mil indivíduos maduros. Como a espécie não se desloca por áreas antropizadas, a fragmentação do habitat resulta numa forte fragmentação populacional, sendo improvável que cada subpopulação abrigue mais de mil indivíduos maduros. Além disso, observa-se um declínio populacional contínuo em razão da perda de habitat. A perda e a alteração do habitat, resultantes da exploração madeireira, de incêndios florestais e da expansão agropecuária, representam as principais ameaças à subespécie e são responsáveis por um declínio populacional contínuo.
Em 2018, C. t. pieteroyensi foi classificada como em perigo (EN) na Lista Vermelha do Livro Vermelho da Fauna Brasileira Ameaçada de Extinção do Instituto Chico Mendes de Conservação da Biodiversidade (ICMBio). Em sua área de distribuição, ocorre em quatro áreas de conservação: a Reserva Biológica do Gurupi (Rebio do Gurupi), a Área de Proteção Ambiental do Arquipélago do Marajó (APA Arquipélago do Marajó), a Área de Proteção Ambiental do Lago de Tucuruí (APA Lago de Tucuruí) e a Reserva de Desenvolvimento Sustentável Alcobaça (RDS Alcobaça).